# Plateresker Stil

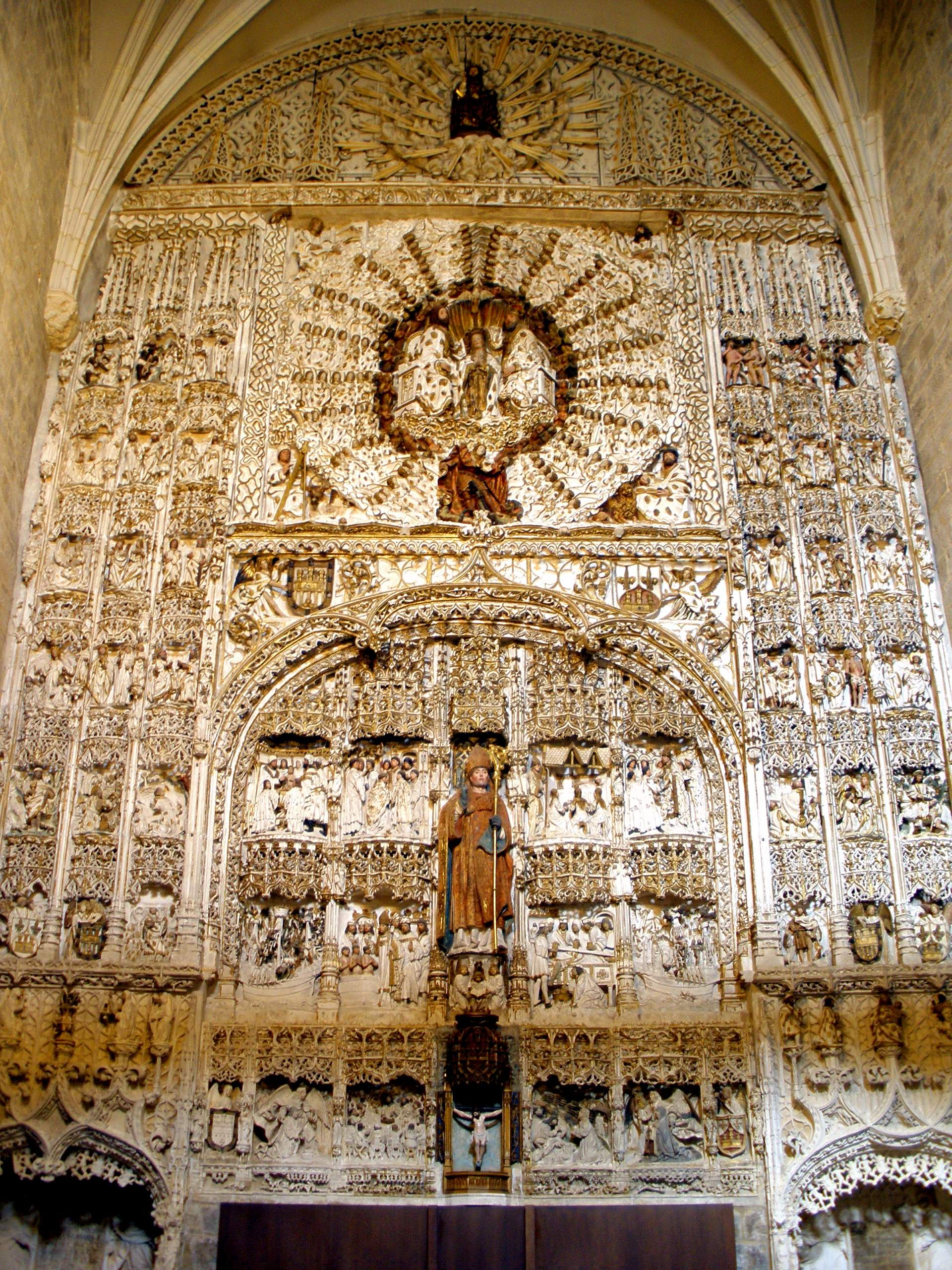
Altarretabel (retablo) der Kirche San Nicolas de Bari in Burgos (um 1510)

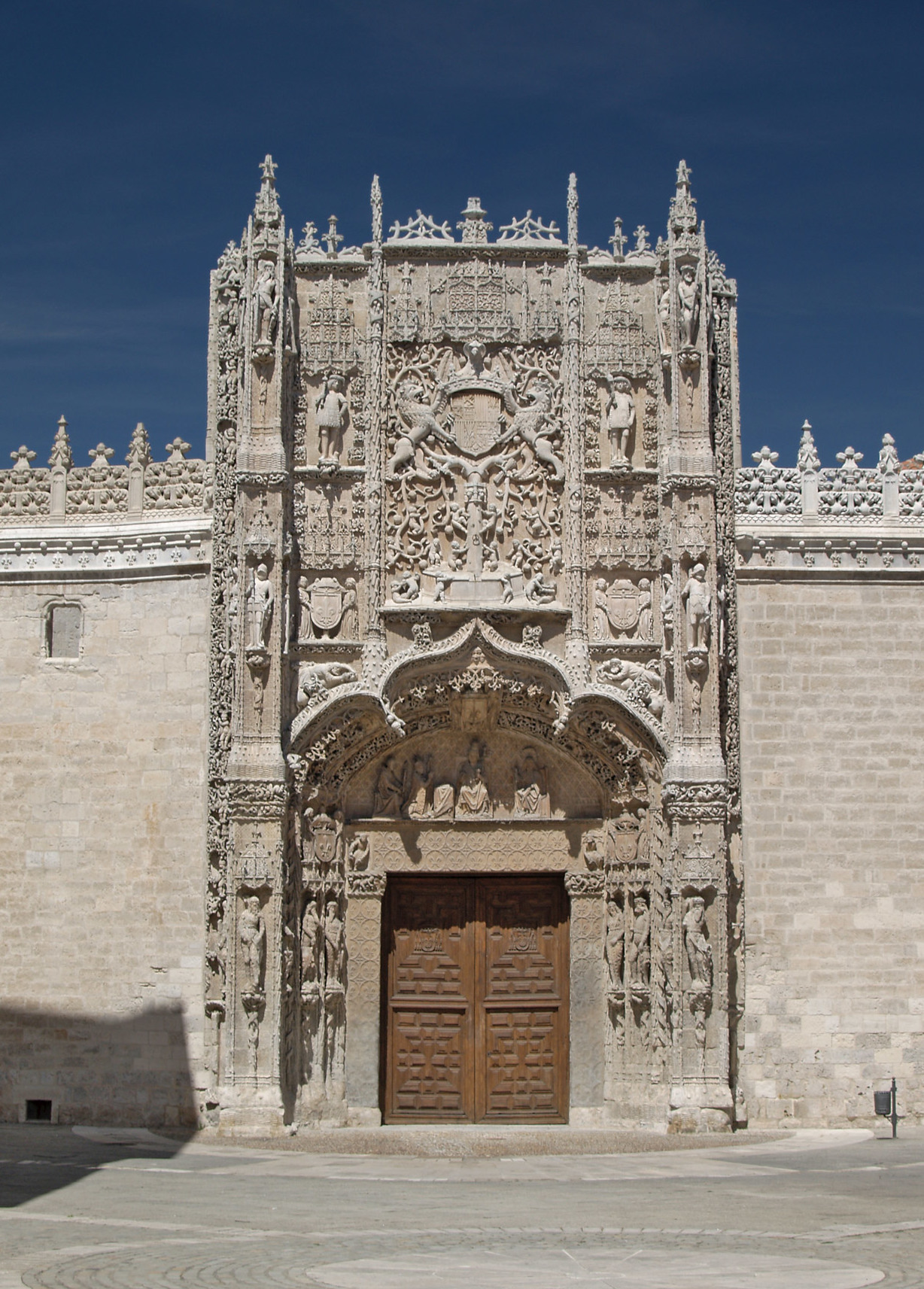
Fassade des Colegio de San Gregorio, Valladolid

Der platereske Stil (spanisch estilo plateresco, abgeleitet von platero = „Silberschmied“) ist ein Architektur-Stil der spanischen Frührenaissance. Der Stil tritt Ende des 15. Jahrhunderts erstmals auf und dauerte z. B. in Mexiko noch längere Zeit an.

## Merkmale
Der Platereske Stil verzichtet auf Tiefenräumlichkeit zugunsten einer feinen Ausarbeitung der Fläche; er behält spätgotisch-isabellinische und Mudéjar-Komponenten bei und vermischt diese mit Einflüssen aus der italienischen Frührenaissance. Seinen Namen erhielt er auf Grund der ihn kennzeichnenden beinahe überreich verzierten Altarretabel (retablos) und Fassaden, die an getriebene filigrane Silberschmiedearbeiten erinnern.

## Vertreter
Hauptvertreter dieses Stils waren Francisco de Colonia (um 1470–1542), Alonso de Covarrubias (1488–1570), Diego de Siloé (um 1495–1563) und Rodrigo Gil de Hontañón (1500–1577). Zu den herausragendsten Beispielen des plateresken Stils in Spanien gehören unter anderem: 

## Beispiele
- Altarretabel von San Nicolas de Bari in Burgos (um 1510)
- Puerta de la Pellejería an der Kathedrale von Burgos (um 1516)
- Casa de las Conchas („Muschelhaus“) in Salamanca
- Hostal de San Marcos („Herberge zum Heiligen Markus“) in León
- Universität Salamanca
- Palacio de los Zúñiga y Avellaneda in Peñaranda de Duero
- Colegio de San Gregorio in Valladolid
- Westportal der Klosterkirche St. Franziskus in Puebla

## Neoplateresker Stil
Zu Beginn des 20. Jahrhunderts wurde der Platereske Stil in vielfältiger Weise von Architekten und Stuckdekorateuren nachgeahmt. 